# Transvectio equitum
La Transvectio equitum (en català 'desfilada dels cavalls') era una mena de professó que se celebrava a l'antiga Roma on hi participaven els joves (iuventus) de la classe eqüestre (equites). Se celebrava cada any el dia 15 de juliol (idus).
Dionís d'Halicarnàs diu que la desfilada s'iniciava al temple de Mart, situat a la Via Àpia, a uns dos quilòmetres de la Porta Capena. La professó s'aturava al temple de Càstor i Pòl·lux situat al Fòrum, i després continuava cap al Temple de Júpiter Capitolí, al turó del Capitoli. Titus Livi diu que aquest ritual religiós es va iniciar després de la batalla del Llac Regillus, quan els Dioscurs es van aparèixer als romans per ajudar-los.
Altres fonts diuen que el recorregut s'iniciava al temple de l'Honor. La cerimònia es va celebrar durant molt de temps fins que va caure en desús. August la va restablir, i la va combinar amb una recognitio equitum o probatio equitum per tal de veure el caràcter dels participants i de les seves muntures.